# Wahlkreis Turin (Senato della Repubblica)
Der Wahlkreis Turin (auch Wahlkreis Turin – Circoscrizione 2 genannt) ist seit 2020 ein Wahlkreis (italienisch collegio elettorale) für die Wahl des Senats.
Der Wahlkreis umfasst die Gemeinde Turin, die bis 2020 in zwei Wahlkreise (Turin 1 und Turin 2 – Collegno) unterteilt war.

## Wahlergebnisse
| Wahlkreise – Senato della Repubblica – Piemont | Wahlkreise – Senato della Repubblica – Piemont | Wahlkreise – Senato della Repubblica – Piemont                                                                       |
| Provinz                                        | Provinz                                        | Gemeinden nach Provinzen ⮞ Wahlkreis                                                                                 |
| ---------------------------------------------- | ---------------------------------------------- | --- |
|                                                | Metropolitanstadt Turin (312 Gemeinden)        | 1 ⮞ Wahlkreis Turin 181 ⮞ Wahlkreis Moncalieri 19 ⮞ Wahlkreis Alessandria 51 ⮞ Wahlkreis Cuneo 60 ⮞ Wahlkreis Novara |
|                                                | Provinz Alessandria (187 Gemeinden)            | alle ⮞ Wahlkreis Alessandria                                                                                         |
|                                                | Provinz Asti (118 Gemeinden)                   | alle ⮞ Wahlkreis Alessandria                                                                                         |
|                                                | Provinz Biella (74 Gemeinden)                  | alle ⮞ Wahlkreis Novara                                                                                              |
|                                                | Provinz Cuneo (247 Gemeinden)                  | alle ⮞ Wahlkreis Cuneo                                                                                               |
|                                                | Provinz Novara (87 Gemeinden)                  | alle ⮞ Wahlkreis Novara                                                                                              |
|                                                | Provinz Verbano-Cusio-Ossola (74 Gemeinden)    | alle ⮞ Wahlkreis Novara                                                                                              |
|                                                | Provinz Vercelli (82 Gemeinden)                | alle ⮞ Wahlkreis Novara                                                                                              |

### Parlamentswahl 2022
| Kandidaten                          | Kandidaten            | Stimmen | %    | Listen                                                  | Stimmen | %    |
| ----------------------------------- | --------------------- | ------- | ---- | ------------------------------------------------------- | ------- | ---- |
|                                     | Andrea Giorgisgewählt | 150.424 | 38,0 | Partito Democratico – Italia Democratica e Progressista | 100.655 | 25,4 |
| +Europa                             | Andrea Giorgisgewählt | 150.424 | 38,0 | 23.914                                                  | 6,0     |      |
| Alleanza Verdi e Sinistra           | Andrea Giorgisgewählt | 150.424 | 38,0 | 23.457                                                  | 5,9     |      |
| Impegno Civico – Centro Democratico | Andrea Giorgisgewählt | 150.424 | 38,0 | 2.398                                                   | 0,6     |      |
|                                     | Marzia Casolati       | 132.640 | 33,5 | Fratelli d’Italia                                       | 81.090  | 20,5 |
| Lega per Salvini Premier            | Marzia Casolati       | 132.640 | 33,5 | 27.219                                                  | 6,9     |      |
| Forza Italia                        | Marzia Casolati       | 132.640 | 33,5 | 21.828                                                  | 5,5     |      |
| Noi Moderati                        | Marzia Casolati       | 132.640 | 33,5 | 2.503                                                   | 0,6     |      |
|                                     | Alberto Unia          | 46.898  | 11,8 | Movimento 5 Stelle                                      | 46.898  | 11,8 |
|                                     | Cristina Peddis       | 41.633  | 10,5 | Azione – Italia Viva                                    | 41.633  | 10,5 |
|                                     | Silvia Martini        | 7.692   | 1,9  | Italexit per l’Italia                                   | 7.692   | 1,9  |
|                                     | Adriano Scanga        | 6.799   | 1,7  | Unione Popolare                                         | 6.799   | 1,7  |
|                                     | Diego Silvio Novo     | 5.685   | 1,4  | Italia Sovrana e Popolare                               | 5.685   | 1,4  |
|                                     | Maria Luisa Toma      | 3.233   | 0,8  | Vita                                                    | 3.233   | 0,8  |
|                                     | Stefano Grasso        | 864     | 0,2  | Alternativa per l’Italia (PdF – Exit)                   | 864     | 0,2  |
|                                     | Paola Spinosa         | 327     | 0,1  | Noi di Centro – Europeisti                              | 327     | 0,1  |
| Gesamt                              | Gesamt                | 396.195 | 100  |                                                         | 396.195 | 100  |
|                                     |                       |         |      |                                                         |         |      |
| Ungültige Stimmen                   | Ungültige Stimmen     | 13.159  | 3,2  |                                                         |         |      |
| Wähler                              | Wähler                | 409.354 | 64,6 |                                                         |         |      |
| Wahlberechtigte                     | Wahlberechtigte       | 633.911 |      |                                                         |         |      |
|                                     |                       |         |      |                                                         |         |      |
| Quelle: Innenministerium            |                       |         |      |                                                         |         |      |